# Urubamba (folyó)

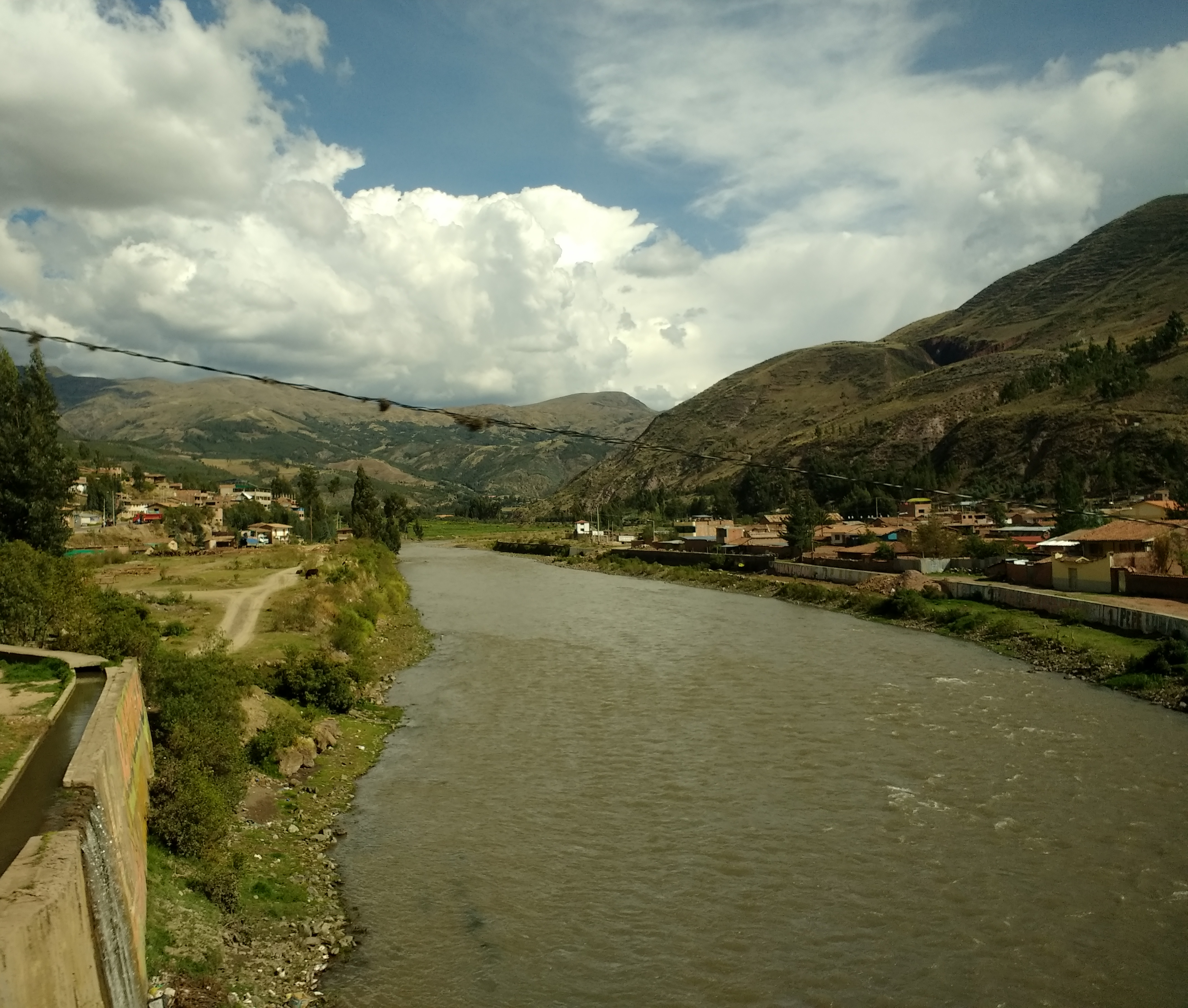
Az Urubamba folyó Urcos közelében

Az Urubamba folyó, más néven Vilcamayo folyó  (ez valószínűleg a  kecsua nyelv vilkamaju szavából származik, jelentése: „szent folyó”) Peru egyik folyója.  Az inka hagyomány a völgyet és a folyót szentnek tartja.
Felső folyásán Vilcanota folyó a neve (ez valószínűleg az ajmara vilkanuta szóból ered, jelentése: „a nap háza”).  La Convención tartományban  a folyó elnevezése Urubambára változik. Ez a folyó az Amazonas folyam részben hajózható felső folyása. A Khunurana lejtőin ered, Melgar tartományban, Puno régióban, a La Raya hágó közelében.  725 kilométer hosszan észak-északnyugati irányban folyik, majd összekapcsolódik a Tambo-folyóval, amivel együtt formázzák az Ucayali folyót. A folyó mentén nagyrészt dzsungelnövényzet található. 
Az Urubamba felső és alsó részre osztható, az elválasztó vonal a Pongo de Mainique, ami egy hírhedt, gyors folyású kanyon.

## Felső Urubamba
A Felső Urubamba (Alto Urubamba) völgye nagy számú népességgel és kiterjedt öntözési területekkel rendelkezik. Az inkák birodalmának számos romja a Szent-völgyben fekszik, beleértve Machu Picchu, Patallaqta, Pikillaqta és Raqch'i romjait.  
A Salcca-Pucara vízerőmű a folyónak ehhez a szakaszához kapcsolódik.

## Alsó Urubamba
Az Alsó Urubamba (Bajo Urubamba) viszonylag fejletlen, de jelentős őslakos népességgel rendelkezik, amely a Campa törzsekből áll, elsősorban Machiguenga (macsigenka) és Ashaninka törzsből. A gazdasági élet alapja az erdészet és a közeli Camisea gázkitermelés. A régió fő települése Sepahua városa. (Sepahua folyó koordinátái d. sz. 11° 08′ 58″, ny. h. 73° 02′ 55″11.149444°S 73.048611°WSepahua River.)

## 1934, az első térképezés
Az Urubamba alsó folyását 1934-ben első ízben térképezte fel Edward Kellog Strong III. Ő és két barátja, Art Post és Gain Allan John a kaliforniai Palo Altóból utazott ide. Az őslakosok által biztosított kenuval és balsafa tutajjal navigáltak a folyón a vad zuhatagokon keresztül. A térképezést a perui katonaság kérésére végezték, akik felkérték őket, miután értesültek a három 18 éves fiatalember tervezett hajózási expedíciójáról. 
A fiúk a katonáknak adták át az elkészített rajzokat, amikor Iquitosba érkeztek. Ez volt jó darabig a folyó egyetlen térképe, mígnem sok évvel később műholdas felvételek alapján újból feltérképezték. A legutóbbi térképeken szereplő nevek és helyek megnevezése is az eredeti térképről származik, amelyet eredetileg Edward Strong és társai rajzoltak meg.

### Mellékfolyói
- Yukay
- Pampacchuana
- Aobamba
- Ste. Teresa vagy Salcantay
- Sacsara
- Luq'umayu
- Vilcabamba
- Chawpimayu
- Pampaconas
- San Miguel
- Comportayoc
- Concevidayoc
- Cosireni

## Hajózhatóság
A folyó teljes hosszában hajózható, de csak lapos fenekű, kis merülésű vízi járművel, például kajakkal vagy tutajjal. Vadvízi evezés szempontjából a folyó különböző szakaszait 2-es, 3-as vagy 4-es osztályba sorolják. A száraz évszakban, amikor kisebb a vízszállítás, a folyó kevésbé vad, azonban a zúgók és zuhatagok ilyenkor is izgalmassá teszik az evezést.